# Gallois
Pour les articles homonymes, voir Gallois (homonymie).
 (août 2014).
Le gallois (autonyme : Cymraeg, /kəmˈraːɨɡ/) est une langue du groupe celtique insulaire de la famille des langues indo-européennes, proche du cornique et du breton, avec lesquels il forme la branche dite brittonique des langues celtiques. Parlé principalement au pays de Galles où elle est reconnue comme langue officielle depuis 2011, mais aussi en Angleterre et en Argentine, la langue nationale des Gallois est la langue celtique qui compte aujourd'hui le plus grand nombre de locuteurs. La langue emploie pour se désigner elle-même le terme de Cymraeg (d'où son autre nom, kymrique, ou cymrique, en français). Un galloisant, plus rarement gallophone, est quelqu'un qui parle le gallois.
Des recensements officiels (gouvernement gallois), réalisés régulièrement, montrent qu’entre 2013 et 2015, 47 % des résidents au pays de Galles parlent le gallois aisément et 53 % le parlent quotidiennement.
Selon le recensement de 2021, 538 300 personnes parlent gallois au pays de Galles, soit 17,8 % de la population. Il s'agit de la proportion la plus basse jamais enregistrée. D'autres estimations ont rapporté 899 500 locuteurs de la langue, soit 29,7 % de la population galloise.

## Classification et variétés
Le gallois forme avec le breton et le cornique la branche brittonique des langues celtiques, qui comprennent aussi les langues gaéliques (irlandais, gaélique écossais et mannois) ainsi que les langues celtiques continentales aujourd'hui éteintes. Au sein des langues brittoniques, le breton et le cornique sont plus proches entre eux que chacun ne l'est du gallois. Le groupe comportait jadis un quatrième membre, le cambrien, éteint au Moyen Âge et qui n'est connu que par quelques gloses.
Le gallois comporte diverses variétés, mais ses dialectes sont moins différenciés que ceux du breton. La division la plus importante sépare le gallois du nord de celui du sud, sur la base de quelques faits de prononciation, de différences lexicales et de tournures spécifiques.
Il existe par ailleurs une forte distinction de registre de langue entre le gallois courant (Cymraeg llafar) et le gallois littéraire (Cymraeg llenyddol) - les deux existant conjointement à l'écrit. Par rapport aux états anciens de la langue, ce dernier est beaucoup plus conservateur par sa syntaxe et sa morphologie nettement synthétique, alors que le gallois courant s'est développé dans un sens plus analytique. Le vocabulaire est également différent, le gallois littéraire préservant de nombreux mots sortis de l'usage actuel tandis que le gallois courant comporte de nombreux emprunts à l'anglais (plus ou moins bien acceptés). Aujourd'hui, en dehors de contextes artistiques, le gallois écrit se base pour l'essentiel sur la langue courante.

## Situation actuelle de la langue

Pourcentage de galloisants par district au pays de Galles selon le recensement de 2011 (dans la population âgée de 3 ans et plus).

### Répartition géographique et nombre de locuteurs
Le gallois est principalement en usage au pays de Galles. Le recensement général de 2011 y indique un nombre de 562 000 galloisants. Les sondages fondés sur l'auto-évaluation des compétences donnent des chiffres nettement plus élevés : en 2013, 787 500 personnes y affirment être capables de parler gallois, soit 27 % de la population. Cependant, d'après des données de 2004-2006, seules 317 000 (soit 16 % de la population) affirmaient le parler couramment.
L'enquête annuelle sur la population menée par l'Office for National Statistics pour l'année se terminant en décembre 2019 a conclu que 857 600 résidents gallois (28,4 %) âgés de trois ans ou plus étaient capables de parler le gallois. Les résultats de la dernière enquête nationale pour le pays de Galles (2018-2019) suggèrent que 22 % de la population âgée de trois ans et plus étaient capables de parler le gallois, et 16 % supplémentaires ayant « une certaine capacité à parler le gallois ».
Il existe environ 150 000 galloisants en Angleterre, tant en raison de flux migratoires en direction des centres industriels anglais que du fait de l'existence de communautés locutrices indigènes, parfois longtemps majoritaires tel qu'à Oswestry, cité limitrophe du pays (où l'hebdomadaire Y Cymro, « le Gallois », fut longtemps publié).
Il existe une petite communauté de langue galloise en Argentine, héritage d'un établissement gallois au XIXe siècle (Y Wladfa) dans la vallée du Río Chubut, en particulier à Trelew, Puerto Madryn et Trevelin en Patagonie. Quelque 5 000 personnes y parlent encore la langue.
Du fait des migrations internationales, les pays anglo-saxons comptent un petit nombre de galloisants : ainsi aux États-Unis, au Canada, en Australie, en Nouvelle-Zélande.
De nos jours, la langue est en danger, car la population au pays de Galles change. Les jeunes partent, principalement pour des raisons professionnelles, et de nombreux Britanniques non gallophones viennent s'installer.

### Évolution récente
L'usage du gallois a nettement diminué au XXe siècle du fait de la pression de l'anglais. Les mesures de revitalisation linguistique adoptées au pays de Galles ont freiné cette évolution : la proportion de galloisants a même augmenté entre les recensements généraux de 1991 et 2001. Cependant, le recensement de 2011 a montré la reprise d'un lent déclin de la langue, en particulier dans les régions-clés du Nord et de l'Ouest où le gallois reste une langue courante, cela du fait de l'installation croissante de personnes extérieures au pays de Galles. Cette érosion n'est pas compensée par la légère augmentation du nombre de galloisants dans les régions du Sud, largement anglicisées.

### Statut officiel

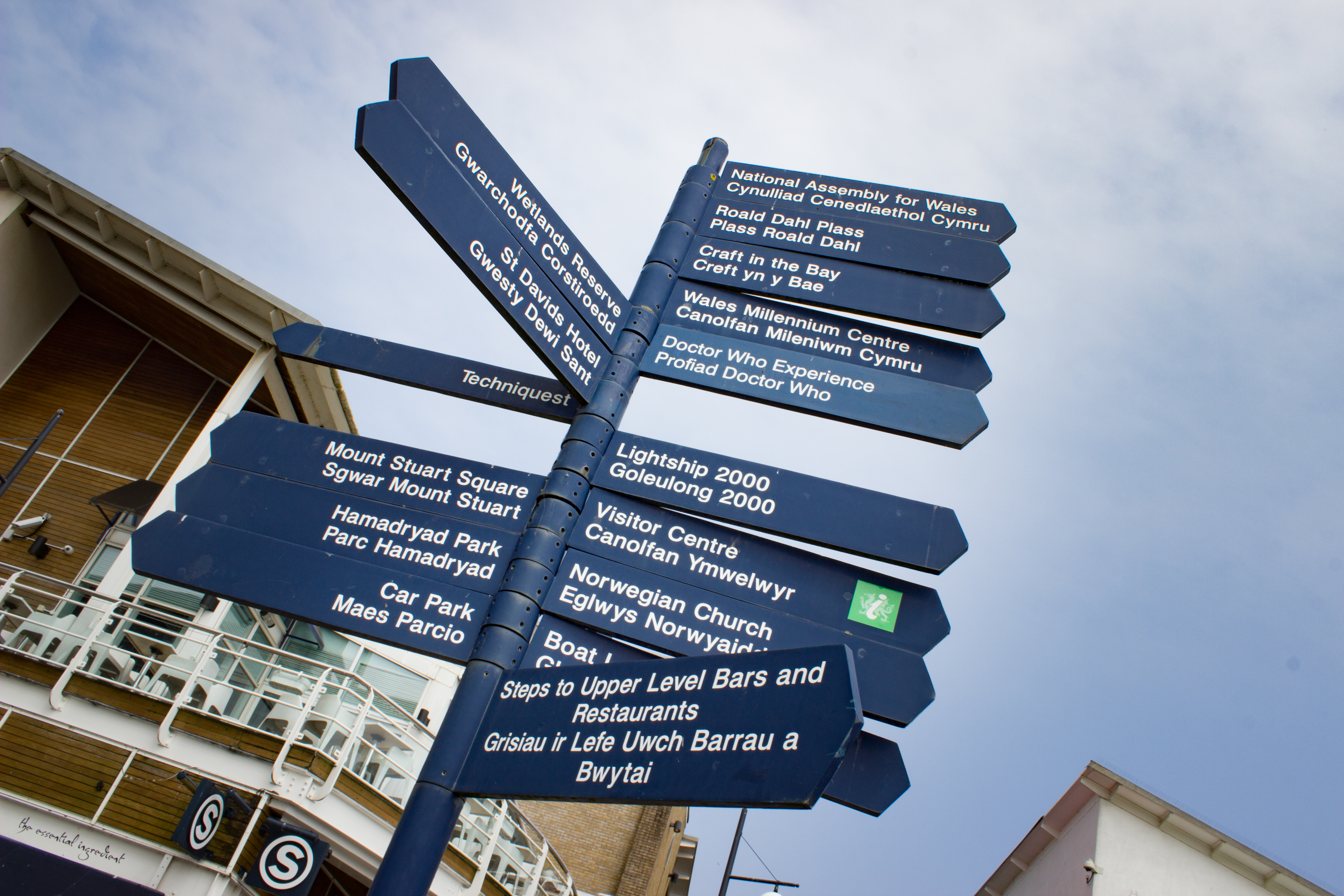
Panneaux bilingues anglais-gallois à Cardiff

Depuis la Deddf Iaith Gymraeg (« loi sur la langue galloise ») en 1993, la place du gallois s’est accrue dans les institutions : les administrations sont tenues de pouvoir offrir leurs services dans les deux langues.
La signalisation routière bilingue est normalisée au pays de Galles, et le gallois est reconnu en tant que langue régionale selon la Charte européenne des langues régionales ou minoritaires.

### Enseignement
Dans l’enseignement, le gallois possède une place remarquable, puisque 20 % environ des enfants du pays de Galles sont scolarisés en gallois première langue et que l’étude en est obligatoire jusqu’à seize ans pour tous les écoliers. Conséquence logique, c’est dans les classes d’âge les plus jeunes que l’on trouve le plus de galloisants.

### Littérature
C’est la poésie galloise qui reste au plus près du cœur des gallois et ce depuis le Moyen Âge. Lors de l’Eisteddfod nationale (Eisteddfod Genedlaethol Cymru), grand concours annuel, festival de la langue et vitrine de la culture galloise, c’est au poète gagnant le grand prix que le trône bardique est décerné. Les formes strictes de la poésie galloise exigent une allitération formelle au cœur des vers, principe appelé cynghanedd.
Une des contributions galloises les plus célèbres à la littérature occidentale est le Mabinogion (un mot clairement dérivé du gallois mab, « fils »), une collection de contes relatifs à la mythologie celtique.

### Médias

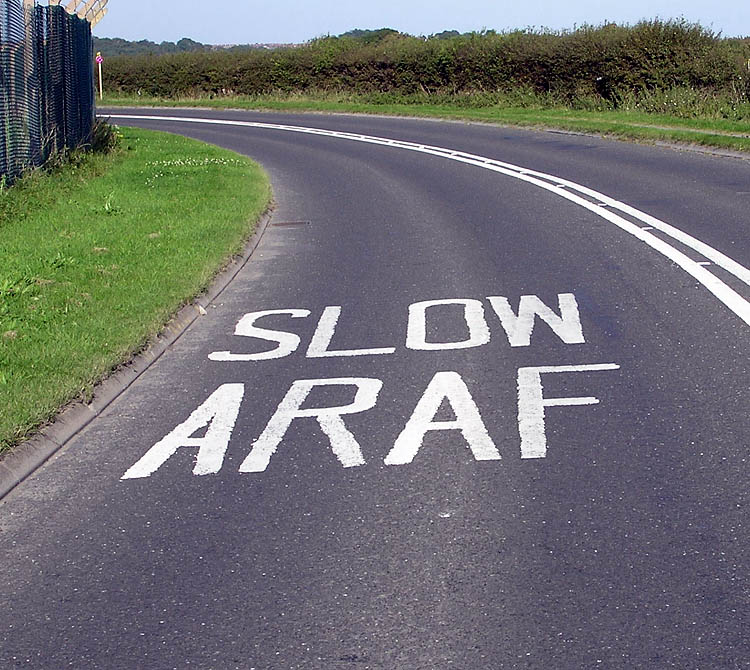
Signalisation routière bilingue au pays de Galles.

Il existe une radio nationale en gallois : BBC Radio Cymru, qui émet en FM et sur Internet. Il y a aussi de nombreuses chaînes régionales.
Il existe aussi une télévision en gallois : Sianel Pedwar Cymru (chaîne quatre pays de Galles en traduction, S4C de logogramme). Son émission la plus populaire est un feuilleton-fleuve qui dure depuis plus de 20 ans : Pobol y Cwm (Les gens de la vallée).

## Écriture et prononciation

### Accent tonique
Le gallois est une langue à accent tonique, lequel frappe habituellement l'avant-dernière syllabe des polysyllabes et l'unique syllabe des monosyllabes lexicaux. Toutefois, il existe un certain nombre de mots polysyllabiques accentués sur la dernière syllabe - parmi lesquels le nom même de la langue, Cymraeg. Le gallois familier a tendance à éliminer les voyelles initiales inaccentuées dans la prononciation (aphérèse) : des mots comme afalau « pommes », esgidiau « chaussures », yfory « demain » se prononcent alors ['vɑːlɛ], ['skɪd͡ʒɛ], ['voːrɪ].

### Consonnes
Le gallois possède les consonnes suivantes, transcrites dans l'alphabet phonétique international ; les graphèmes correspondants de l'alphabet gallois suivent en gras.
|           | Labiale              | Labiale                  | Labiale   | Dentale               | Alvéolaire           | Alvéolaire | Post-alvéolaire                  | Palatale  | Vélaire                | Glottale  |
| bilabiale | labio-dentale        | labio-vélaire            | centrale  | Dentale               | latérale             |            | Post-alvéolaire                  | Palatale  | Vélaire                | Glottale  |
| Occlusive | [p] ‹ p › [b] ‹ b ›  |                          |           |                       | [t] ‹ t › [d] ‹ d ›  |            |                                  |           | [k] ‹ c › [g] ‹ g ›    |           |
| Nasale    | [m̥] ‹ mh › [m] ‹ m › |                          |           |                       | [n̥] ‹ nh › [n] ‹ n › |            |                                  |           | [ŋ̊] ‹ ngh › [ŋ] ‹ ng › |           |
| Affriquée |                      |                          |           |                       |                      |            | [t͡ʃ] ‹ tsi, tsh, ts › [d͡ʒ] ‹ j › |           |                        |           |
| Fricative |                      | [f] ‹ ff, ph › [v] ‹ f › |           | [θ] ‹ th › [ð] ‹ dd › | [s] ‹ s ›            | [ɬ] ‹ ll › | [ʃ] ‹ si, sh, s ›                |           | [x] ‹ ch ›             | [h] ‹ h › |
| Roulée    |                      |                          |           |                       | [r̥] ‹ rh › [r] ‹ r › |            |                                  |           |                        |           |
| Spirante  |                      |                          | [w] ‹ w › |                       |                      | [l] ‹ l ›  |                                  | [j] ‹ i › |                        |           |

Remarques :
- Lorsqu'une case contient deux signes, le premier désigne une consonne sourde et le second la consonne sonore correspondante.
- Les occlusives et nasales sourdes sont réalisées aspirées, et les occlusives sonores tendent à s'assourdir en fin de mot et après s dans les combinaisons sb et sg.
- Les nasales sourdes apparaissent surtout comme résultats de la mutation par nasalisation des occlusives sourdes.
- Le son [ʃ] apparaît normalement devant voyelle où il s'écrit si : ex. siarad [ʃɑːrad) « parler », siop [ʃɔp] « boutique » ; dans les autres positions, la transcription sh s'utilise pour les emprunts ou les usages dialectaux. En gallois du sud, s est chuinté en [ʃ] au contact de i : par exemple mis « mois » ou sir « comté » s'y prononcent [miːʃ] et [ʃiːr] (contre [miːs] et [siːr] au nord).
- Les affriquées [t͡ʃ] et [d͡ʒ] se rencontrent dans les mots empruntés à l'anglais ; la transcription n'est pas tout à fait fixée, et certains usages y substituent le son [ʃ]. Dialectalement, ces affriquées existent aussi dans les mots indigènes comme développements des combinaisons [tj] et [dj] (écrites ti et di).
- Dans les emprunts non assimilés, on peut rencontrer le son [z], auquel est souvent substitué [s].
- La consonne fricative latérale alvéolaire sourde écrite ll est souvent décrite comme particulièrement typique de la langue galloise ; les anglophones en font souvent une approximation par thl ou fl dans les noms d'origine galloise comme Lloyd (de llwyd « gris, brun »), ainsi qu'en témoigne la variante Floyd.

### Voyelles
Le gallois moderne possède six ou sept monophtongues de base, variables en quantité, ainsi que de nombreuses diphtongues. La quantité des monophtongues est en grande partie liée à l'environnement phonétique et l'accentuation, selon des règles assez complexes, mais il existe des oppositions de longueurs dans quelques positions, qui différencient certains mots (ex. car « voiture » / câr « ami, parent », ton « vague » / tôn « mélodie »). La quantité a une influence sur le timbre : les voyelles longues sont globalement prononcées plus fermées que les brèves. John Morris-Jones décrit au début du XXe siècle trois quantités (brève, mi-longue, longue), selon le système suivant :
- toutes les voyelles inaccentuées sont brèves.
- en dernière syllabe, les voyelles sont longues quand elles sont accentuées et suivies des seules consonnes [b], [d], [g], [f], [θ], [s], [x], [v], [ð], ou d'aucune consonne. Suivies de [l], [r], [m], [n], elles peuvent être brèves ou longues. Suivies de [ɬ], elles sont longues au sud mais brèves au nord du pays de Galles. Suivies d'une autre consonne ou d'un groupe de consonne, elles sont brèves.
- en avant-dernière syllabe, les voyelles sont mi-longues quand elles sont accentuées et suivies des mêmes seules consonnes que les longues en syllabe finale - sauf [s] et [ɬ]. Autrement, elles sont brèves.

Des descriptions plus récentes n'indiquent que deux degrés de longueur : en simplifiant, les mi-longues décrites par Morris-Jones y correspondent à des longues au sud du pays de Galles, mais à des brèves au nord ;  la voyelle [ə] est généralement brève partout.[réf. nécessaire]. Le gallois du nord ne conserve donc de voyelles longues que dans les monosyllabes accentués ; il étend cette longueur aux monosyllabes terminés par un groupe de consonnes dont la première est [s] ou [ɬ][réf. nécessaire].
Les mots d'emprunt récents peuvent faire exception à ces règles.
| Monophtongues | Antérieure | Centrale | Postérieure |
| ------------- | ---------- | -------- | ----------- |
| Fermée        | iː i       | ɨː u, y  | uː w        |
| Pré-fermée    | ɪ i        | ɨ u, y   | ʊ w         |
| Mi-fermée     | eː e       | ə y      | oː o        |
| Mi-ouverte    | ɛ e        | ə y      | ɔ o         |
| Ouverte       | a          |          | ɑː a        |

| Diphtongues     | Second élément | Second élément      | Second élément  |
| Premier élément | antérieur      | central             | postérieur      |
| --------------- | -------------- | ------------------- | --------------- |
| fermé           |                | ʊɨ wy               | ɪu iw ɨu uw, yw |
| moyen           | əi ei ɔi oi    | əɨ eu, ey ɔɨ oe, ou | ɛu ew əu yw     |
| ouvert          | ai ai          | aɨ au ɑːɨ ae        | au aw           |

Formants des voyelles galloises.

Le gallois du sud ignore les voyelles [ɨ] et [ɨː], et les réalise comme [ɪ] et [iː] respectivement. Cela vaut aussi lorsque ces voyelles forment un élément de diphtongue. Il confond également la réalisation des diphtongues ae et au en [ai] (le gallois du nord ne différencie ces diphtongues qu'en syllabe finale). D'autres réductions du système vocalique existent dialectalement.

### Orthographe
Bien que les conventions en soient parfois surprenantes pour un francophone, l'orthographe du gallois indique assez fidèlement la prononciation. Les principales divergences sont les suivantes :
- le y a deux valeurs possibles, [ɨ] en syllabe finale (« clair ») et [ə] ailleurs (« sombre »)[19]
- u a aujourd'hui la même valeur que le « y clair ». Il existait cependant une différence en gallois médiéval : u se prononçait alors [ʉ][20], timbre plus proche du u français ou breton (mais articulé plus en arrière).
- i et w notent à la fois des voyelles et des spirantes, ce qui peut créer des ambiguïtés, en particulier dans le groupe wy. w vaut souvent [w] dans les combinaisons initiales gwl-, gwn-, gwr- ; des mots comme gwlad « pays », gwneud « faire », gwraig « femme, épouse » sont monosyllabiques : ['gwlɑːd], ['gwnəɨd], ['gwraig].
- dans les monosyllabes, un r ou un l final après consonne développe une voyelle d'appui dont le timbre fait écho à celui de la dernière voyelle du mot écrit : llyfr « livre » se prononce ['ɬɨvɨr], pobl « gens » se prononce ['pɔbɔl]. En style familier, cette voyelle peut s'écrire dans certains mots : pobl devient ainsi pobol. En revanche, dans les polysyllabes, r ou l dans ces positions tend à tomber : ffenestr « fenêtre » devient ['feːnɛst], perygl « danger » devient ['peːrɨg][21].
- le -f final tombe souvent dans la prononciation courante : tref « ville » se prononce alors [treː]. Là aussi, le style familier peut noter ce changement dans l'orthographe et écrire tre.
- la langue courante tend à réduire les diphtongues en syllabe finale inaccentuée, avec des résultats variables selon le dialecte. En particulier, la terminaison fréquente de pluriel -au devient [a] au Nord, [ɛ] au Sud.
- quelques mots grammaticaux ont des prononciations irrégulières.

## Grammaire
La grammaire galloise partage de nombreux traits communs avec celle des autres langues celtiques insulaires :
- un type morphologique principalement flexionnel avec des tendances analytiques
- une morphophonologie complexe faisant intervenir des mutations consonantiques à l'initiale et en interne (lénition, nasalisation, spirantisation, plus provection et aspiration en interne seulement) ainsi que des alternances vocaliques (par apophonie et métaphonie), en les utilisant à des fins grammaticales
- une organisation de la phrase de type Verbe-Sujet-Objet
- une organisation du groupe nominal selon l'ordre déterminant-nom-adjectif épithète ou complément du nom
- l'intervention de particules verbales dans l'articulation de la phrase
- le rôle important joué par un nom verbal exprimant son objet par des pronoms possessifs, impliqué dans la formation de nombreux temps périphrastiques
- l'existence d'une forme impersonnelle spécifique dans la conjugaison
- des prépositions « conjuguées », c'est-à-dire prenant des formes distinctes selon la personne
- deux systèmes parallèles de nombre grammatical (trait propre aux langues brittoniques), opposant d'une part singulier et pluriel, d'autre part collectif et singulatif
- une distinction de genre grammatical entre masculin et féminin en grande partie assurée par des mutations consonantiques distinctives
- un système numéral de type vigésimal.

Il existe quelques divergences grammaticales entre dialectes du Nord ou du Sud : des détails de morphologie et quelques constructions spécifiques, notamment celle pour « avoir ». Cependant, ces différences sont négligeables par rapport à celles beaucoup plus tranchées qui séparent le gallois courant du gallois littéraire :
- le système des mutations consonantiques à l'initiale est plus strictement appliqué en gallois littéraire, plus fluide en gallois courant où certaines mutations disparaissent ou sont remplacées par la plus fréquente d'entre elles, la lénition
- le système verbal est nettement différent : le gallois courant a simplifié la conjugaison, réduit le nombre de temps, et certains ont changé de valeur ; en parallèle, le rôle des temps périphrastiques s'est accru
- le gallois littéraire possède un subjonctif que le gallois courant ne conserve que dans des expressions figées
- le gallois courant a développé une périphrase spéciale d'interdiction, alors que le gallois littéraire se sert de la négation de l'impératif. Ex. : littéraire Na chysgwch! ~ courant  Peidiwch â chysgu! / Peidiwch cysgu! « Ne dormez pas ! »
- le gallois littéraire utilise des particules en début de phrase pour exprimer l'interrogation et la négation, que le gallois courant élide (tout en conservant les mutations consonantiques qu'elles déclenchent) ; en parallèle, le gallois courant a développé une nouvelle particule de négation placée après le verbe. Ex. : littéraire Ni chysgaf ~ courant Chysga / Gysga i ddim « je ne dormirai pas ».
- le gallois littéraire n'emploie de pronoms personnels sujets que pour insister, tandis que le gallois courant les exprime généralement. Ex. : littéraire Cysgaf ~ courant Cysga i « Je dormirai »
- de même, le gallois courant exprime les pronoms personnels sujets après une préposition conjuguée, ce que ne fait pas le gallois littéraire. Ex. : littéraire arnaf ~ courant arna i « sur moi »
- le gallois courant ignore certaines formes pronominales archaïques de la langue littéraire.

## Vocabulaire

### Éléments du lexique
Le fonds du vocabulaire gallois est d'origine celtique, apparenté de près à celui des autres langues brittoniques, de façon plus distante à celui des langues gaéliques, ce qu'illustre le tableau ci-dessous qui présente une série de mots apparentés en gallois, cornique et breton (brittoniques) ainsi qu'en irlandais (gaélique).
| sens            | gallois | cornique    | breton           | irlandais            | sens     | gallois       | cornique       | breton         | irlandais       |
| --------------- | ------- | ----------- | ---------------- | -------------------- | -------- | ------------- | -------------- | -------------- | --------------- |
| tête            | pen     | penn        | penn             | ceann                | haut     | uchel         | ughel          | uhel           | uasal « noble » |
| maison          | tŷ      | chi         | ti               | teach                | bas      | isel          | isel           | izel           | íseal           |
| fils            | mab     | mab         | mab              | mac                  | grand    | mawr          | meur           | meur           | mór             |
| frère           | brawd   | broder      | breur            | bráthair             | petit    | bach, bychan  | bian, byghan   | bihan          | beag            |
| sœur            | chwaer  | hwor, hwoer | c'hoar           | siúr                 | blanc    | gwyn          | gwynn          | gwenn          | fionn « blond » |
| homme, personne | dyn     | den         | den              | duine                | noir     | du            | du             | du             | dubh            |
| berger          | bugail  | bugel       | bugel « enfant » | buachaill « garçon » | vivant   | byw           | bew            | bev            | beo             |
| chien           | ci      | ki          | ki               | cú                   | mort     | marw          | marow          | marv           | marbh           |
| été             | haf     | hav         | hañv             | samhradh             | large    | llydan        | ledan          | ledan          | leathan         |
| hiver           | gaeaf   | gwav, gwoav | goañv            | geimhreadh           | vieux    | hen           | hen « ancien » | hen « ancien » | sean            |
| feu             | tân     | tan         | tan              | tine                 | jeune    | ieuanc, ifanc | yowank         | yaouank        | óg              |
| fer             | haearn  | horn        | houarn           | iarann               | nouveau  | newydd        | nowydh         | nevez          | nua             |
| feuille         | dalen   | delen       | delienn          | duille               | entendre | clywed        | klewes         | klevout        | cluin           |
| mer             | môr     | mor         | mor              | muir                 | nage     | nawf          | neuv           | neuñv          | snámh           |
| rivière         | afon    | avon        | aven (vieilli)   | abhainn              | chanter  | canu          | kana           | kanañ, kaniñ   | can             |

Malgré la parenté évidente avec le cornique et le breton, la séparation séculaire entre les trois langues a abouti à des divergences sensibles jusque dans le vocabulaire fondamental : par exemple, dans les parties du corps, les mots gallois trwyn, clust, llaw « nez, oreille, main » ne se retrouvent pas en breton qui emploie à la place fri, skouarn, dorn, le cornique jouant le rôle de langue-pont entre les deux puisqu'il connait les formes frigow (à l'origine le pluriel de frig « narine ») et tron pour « nez », skovarn pour « oreille », leuv et dorn (signifiant aussi le poing) pour « main ». Ce dernier mot, dorn en cornique et breton, illustre un autre type de divergence, les faux-amis, dus à des évolutions de sens différentes chez des mots apparentés : le gallois connaît en effet le mot dwrn mais au sens de « poing, poignée » et le cornique le connait avec le sens double de « poing » et de « main ». Nous noterons que de façon générale, le gallois s'est éloigné des deux autres langues brittoniques, le cornique et le breton formant un groupe plus proche.
Le gallois partage avec les autres langues brittoniques un ensemble nombreux d'emprunts lexicaux anciens au latin. Cela concerne beaucoup de mots courants passés dans le vocabulaire à l'époque de la Bretagne romaine, par ex. mur « mur » (de mūrus), ffenestr « fenêtre » (fenestra), pont « pont » (pōns, génitif pontis), ffynnon « fontaine, source » (fontāna), cannwyll « chandelle » (candēla), ffrwyth « fruit » (frūctus), ffa « haricot » (faba), pysgod « poissons » (piscātum), gwin « vin » (vīnum), caws « fromage » (cāseum), llaeth « lait » (lac, génitif lactis), carchar « prison » (carcer), saeth « flèche » (sagitta), perygl « danger » (periculum), parod « prêt » (parātus). D'autres sont d'un caractère plus livresque, à mettre en rapport avec le rôle considérable du latin dans l'enseignement au Moyen Âge : llyfr « livre » (liber), llythyr « lettre » (littera), gramadeg « grammaire » (grammatica), erthygl « article » (articulum), ysgrifennu « écrire » (scrībere), dysgu « apprendre » (discere). De même, le vocabulaire religieux est naturellement latin : eglwys « église » (ecclēsia), mynach « moine » (monachus), pregeth « sermon, prêche » (praedicātiō), pechod « péché » (peccātum), uffern « enfer » (infernus). Le  sens de certains mots a pu nettement évoluer : ainsi mynwent, de monumenta « monuments », signifie « cimetière », et swydd, de sēdēs « siège », a aujourd'hui pour sens « poste, fonction, emploi ».
Plus tard, le gallois a emprunté divers mots aux langues des Îles Britanniques comme le vieil irlandais (cnocc → gallois cnwc « butte », dorus → gallois drws « porte »), le vieux norrois (garðr → gallois gardd « jardin, » jarl → gallois iarll « comte, earl »), mais avant tout l'anglais, dont l'influence est constante depuis la conquête anglo-saxonne de l’Angleterre, et auquel le gallois a emprunté et continue d'emprunter un nombre considérable de mots.

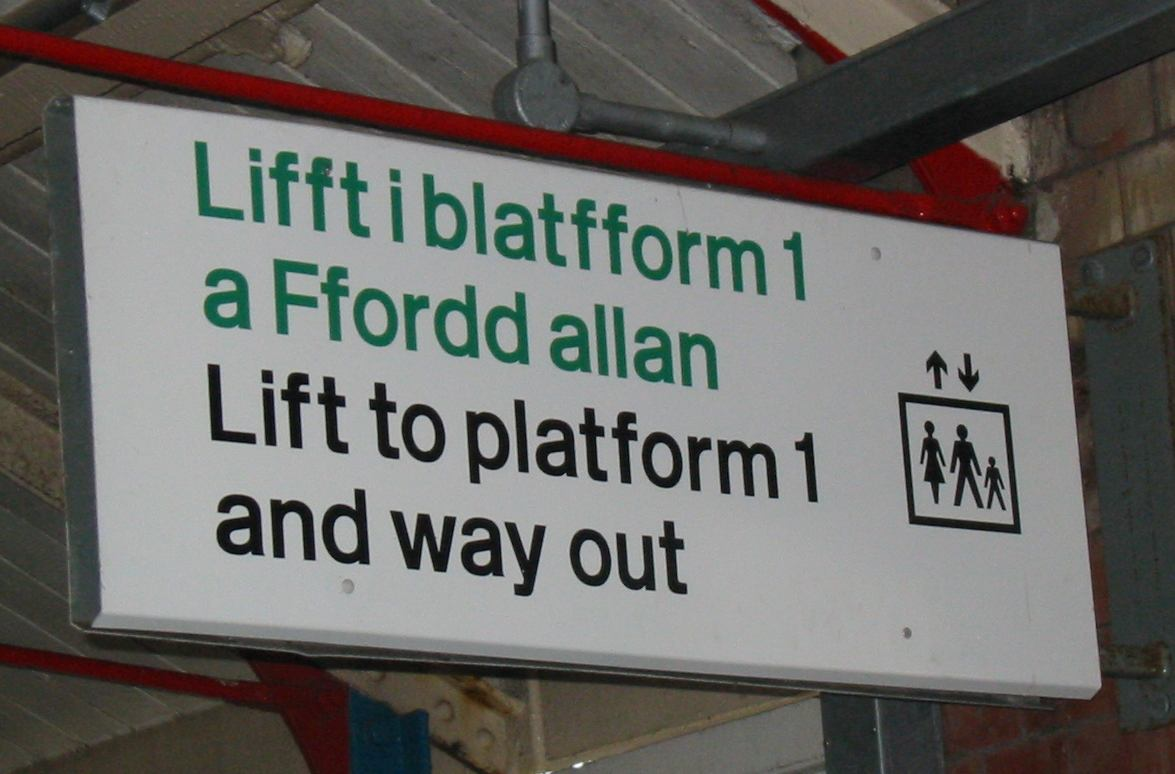
Panneau indicateur avec deux emprunts à l'anglais : lifft « ascenseur » et platfform « quai » et un calque : ffordd allan « sortie ».

Les plus anciens emprunts à l'anglais remontent aux premiers temps de la présence anglo-saxonne, comme en témoignent certains mots qui préservent des formes caractéristiques du vieil anglais : ex. cusan « un baiser » (vieil anglais cyssan, moderne kiss), crefft « métier » (v. a. cræft, moderne craft), betws « chapelle » (v. a. bedhūs). Les emprunts concernent tous les sujets et tous les registres ; beaucoup sont évidents, bien que l'écriture les masque quelque peu en leur appliquant systématiquement les conventions de l'orthographe galloise. Ils subissent cependant assez souvent des altérations en se lexicalisant, qui peuvent concerner leur prononciation (ex. cwpwrdd « placard », de cupboard ; siaced « veste », de jacket) ou leur sens (ex. tocyn « ticket », de token qui a le sens plus général de « marque » ; smwddio « repasser (un vêtement) », de smoothe qui veut dire « lisser »).
Dans la langue orale, les emprunts à l'anglais peuvent être faits au coup par coup, sans qu'ils soient lexicalisés : il s'agit d'une forme d'alternance de code linguistique. La langue écrite tend vers davantage de purisme et s'efforce d'éviter les anglicismes trop voyants par divers moyens :
- des calques, qui consistent à reprendre une structure étrangère avec des éléments locaux : ex. rhan « part » + amser « temps » → rhan amser « temps partiel » (cf. l'anglais part-time) ; pêl « balle, ballon » + troed « pied » →  peldroed « football » ; arch- « super- » + marchnad « marché » →  archfarchnad « supermarché »
- des néologismes : ex. cyfrifiadur « ordinateur », de cyfrif « compte » ; cymdeithaseg « sociologie », de cymdeithas « société » ; peiriannydd « ingénieur » de peiriant « machine »
- en donnant simplement aux emprunts une forme galloise : ex. bywgraffiad « biographie », (d'après byw « vivant ») ; teledu « télévision » ; twristiaeth « tourisme » (avec le suffixe abstrait -aeth).

### Formation des mots
Les procédés de formation des mots sont comparables à ceux du français et des autres langues européennes :
- conversion : un mot change de nature sans changer de forme ; il s'agit surtout de substantivation d'adjectifs et de verbes (ex. drwg « mauvais » → y drwg « le mal », gwyrdd « vert » → y gwyrdd « la verdure », dechrau « commencer » → y dechrau « le début »)
- dérivation par affixes : suffixes (ex. iach « sain, bien-portant » → iechyd « santé », dyn « homme » → dynol « humain », cwsg « sommeil » → cysgu « dormir ») ou préfixes (calon « cœur » → digalon « découragé », pwys « poids » → gwrthpwys « contrepoids », lladd « tuer » → ymladd « combattre »)

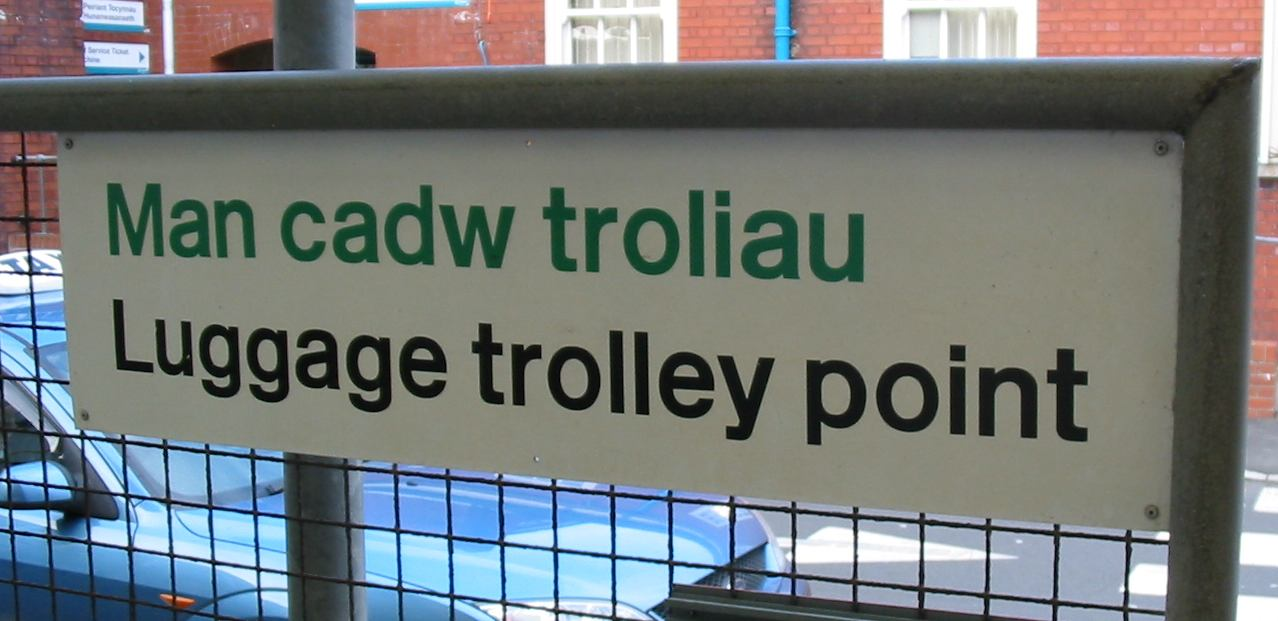
Exemple de locution avec nom et épithètes : man « lieu » + cadw « garder » + troliau « chariots » = « dépôt des chariots »

- composition : les mots composés sont moyennement fréquents. Il est d'usage en grammaire galloise de distinguer composés propres, construits selon l'ordre déterminant + déterminé, généralement avec mutation consonantique à l'initiale du second élément (ex. dŵr « eau » + ci « chien » → dwrgi « loutre », llyfr « livre » + cell « cabinet » → llyfrgell « bibliothèque », uchel « haut » + gŵr « homme, mari » → uchelwr « noble, gentleman »), et composés impropres, dans l'ordre syntaxique habituel déterminé + déterminant et sans mutation, qui sont en fait de simples locutions condensées en un seul mot (ex. gŵr « homme, mari » + cath « chat » → gwrcath « matou », pen « tête, bout » + tir « terre, terrain » → pentir « promontoire »). Les composés impropres sont particulièrement représentés dans les noms de lieux : Aberystwyth « embouchure de l'Ystwyth », Cwmtwrch « combe du sanglier », Pentraeth « bout de la plage ».

Le gallois crée également de nombreuses locutions lexicales sur le modèle nom + épithète. Exemples : tŷ bach « toilettes » (tŷ « maison » + bach « petit »), safle bws « arrêt de bus » (safle « position, station, poste » + bws « bus »), peiriant golchi llestri « lave-vaisselle » (peiriant « machine » + golchi « laver » + llestri [pl.] « plats, vaisselle »), cyllell boced « canif » (cyllell « couteau » + poced « poche »), ystafell gysgu « dortoir » (ystafell « salle, chambre » + cysgu « dormir »).

### Variations dialectales
En dehors des différences de prononciation évoquées plus haut, il existe un certain nombre de différences lexicales dans le vocabulaire de base entre dialectes gallois. Le tableau ci-dessous donne quelques exemples de divergences typiques entre Nord et Sud.
| Signification     | Gallois du Nord | Gallois du Sud   |
| ----------------- | --------------- | ---------------- |
| grand-père        | taid            | tad-cu           |
| grand-mère        | nain            | mam-gu           |
| femme             | dynes           | benyw            |
| lait              | llefrith        | llaeth           |
| table             | bwrdd           | bord             |
| dehors            | allan           | i maes           |
| maintenant        | rŵan            | nawr             |
| vouloir           | eisiau          | moyn             |
| ressembler        | edrych yn debyg | disgwyl yn debyg |
| il                | o, fo           | e, fe            |
| avec              | gan, efo        | gyda             |
| J'ai une voiture. | Mae gen i gar.  | Mae car 'da fi.  |

Parfois, il s'agit plutôt de différences dans l'extension sémantique de certains mots : ainsi le gallois du Sud emploie merch pour « fille (par opposition à fils) » et « fille (par opposition à garçon) », tandis que le gallois du Nord a geneth dans ce dernier sens ; inversement, le gallois du Nord emploie agoriad « ouverture » au sens de « clé » alors que le gallois du Sud dispose pour cela du mot spécifique allwedd.

## Exemples
| Mot    | Traduction    | Prononciation standard dans l'API                       | Équivalent breton |
| ------ | ------------- | ------------------------------------------------------- | ----------------- |
| terre  | daear, tir    | ['daiar] (S) / ['daɨar] (N), ['tiːr]                    | douar, tir        |
| ciel   | awyr, wybr    | ['ɑːwɪr] (S) / ['awɨr] (N), ['ʊibɪr] (S) / ['ʊɨbɨr] (N) | aer, oabl         |
| eau    | dŵr           | ['duːr]                                                 | dour              |
| feu    | tân           | ['tɑːn]                                                 | tan               |
| homme  | dyn, gŵr      | ['diːn] (S) / ['dɨːn] (N), ['guːr]                      | den, gour         |
| femme  | menyw, gwraig | ['meːnɪu] (S) / ['mɛnɨu] (N), ['gwraig]                 | maouez, gwreg     |
| manger | bwyta         | ['bʊita] (S) / ['bʊɨta] (N)                             | debriñ, boueta    |
| boire  | yfed          | ['əvɛd]                                                 | evet, evañ        |
| grand  | mawr          | ['maur]                                                 | meur, bras        |
| petit  | bach, bychan  | ['bɑːx], ['bəxan]                                       | bac'h, bihan      |
| nuit   | nos           | ['noːs]                                                 | noz               |
| jour   | dydd          | ['diːð] (S) / ['dɨːð] (N)                               | dez, deiz         |

- Bore da → Bonjour (le matin)
- Da bo chi (formelle), Hwyl (familière) → Au revoir
- Os gwelwch yn dda → S’il vous plaît (litt. si vous le voyez bien)
- Diolch → Merci
- Iechyd da! → À votre santé !
- Shwmae? / S’mai? → Ça va ?
- Da iawn, diolch. → Très bien, merci.
- Cymru → pays de Galles

### Textes en gallois
- Hen Wlad fy Nhadau (vieux pays de mes ancêtres), hymne national (non officiel) gallois.
- Calon lân, chanson traditionnelle.
- Y Drysorfa, ancien périodique.